# 셜록 홈즈와 나
셜록 홈즈와 나(Without A Clue, Sherlock And Me)는 미국에서 제작된 돔 에버하트 감독의 1988년 미스터리, 범죄, 코미디 영화이다. 마이클 케인 등이 주연으로 출연하였다.

## 출연

### 주연
- 마이클 케인
- 벤 킹슬리

### 조연
- 제프리 존스
- 리셋 안소니
- 폴 프리먼
- 나이젤 대번포트
- 팻 킨
- 피터 쿡
- 팀 킬릭
- 매튜 세비지
- 존 워너

## 제작진
- 미술: 브라이언 아크랜드 스노우
- 미술: 마틴 허버트
- 의상: 주디 무어크로프트
- 배역: 노엘 데이비스
- 배역: 제레미 지머먼